# Aethriamanta aethra
Aethriamanta aethra е вид насекомо от семейство Плоски водни кончета (Libellulidae).

## Разпространение
Видът е разпространен във Виетнам, Индонезия (Суматра и Ява), Камбоджа, Малайзия (Западна Малайзия), Сингапур и Тайланд.